# Clorito
L'anione clorito, di formula chimica ClO2−, è l'ossoanione del cloro trivalente e allo stato di ossidazione +3.

## Sintesi
Si forma dal biossido di cloro:
2 ClO2 + O2−2 → 2 ClO−2 + O2

## Reattività
I cloriti dei metalli pesanti esplodono se riscaldati o per urto meccanico.
Riscaldando le soluzioni avviene la dismutazione:
3ClO−2 → 2ClO−3 + Cl− (lenta)
Disproporzionamenti più veloci sono quelli fotocatalizzati, a pH=4:
10ClO−2 → 2ClO−3 + 6Cl− + 2ClO−4 + 3O2
2ClO−2 → Cl− + ClO−4
a pH=8,4:
6ClO−2 → 2ClO−3 + 4Cl− + 3O2

## Produzione industriale
L'acido cloroso HClO2 è stabile solo a basse concentrazione, perciò non può essere concentrato. Ciò lo rende un prodotto non commerciale. Comunque, il corrispondente sale di sodio, il clorito di sodio, è stabile e commercialmente molto diffuso. I sali corrispondenti dei metalli pesanti (Ag+, Hg+, Tl+, Pb2+, Cu2+ e NH4+) si decompongono in maniera esplosiva quando riscaldati oppure per frizione.
I cloriti sono prodotti derivati dai clorati. Ad esempio, il clorito di sodio è prodotto seguendo questo schema:
- Si fa reagire il clorato di sodio con un acido forte e un agente riducente, come anidride solforosa o acido cloridrico, in questo modo si produce diossido di cloro.
- Il diossido di cloro viene fatto assorbire in una soluzione alcalina e ridotto con perossido di idrogeno, sintetizzando clorito di sodio.